# Mrač
Mrač je obec v okrese Benešov ve Středočeském kraji. Žije zde zhruba 874 obyvatel.
Ve vzdálenosti pět kilometrů jižně leží město Benešov, osmnáct kilometrů severně město Říčany, dvacet kilometrů jihovýchodně město Vlašim a 27 kilometrů jihozápadně město Sedlčany.
K obci náleží osada Podmračí.

## Historie
První písemná zmínka o obci pochází z roku 1318.

## Obyvatelstvo
| Rok            | 1869 | 1880 | 1890 | 1900 | 1910 | 1921 | 1930 | 1950 | 1961 | 1970 | 1980 | 1991 | 2001 | 2011 | 2021 |
| -------------- | ---- | ---- | ---- | ---- | ---- | ---- | ---- | ---- | ---- | ---- | ---- | ---- | ---- | ---- | ---- |
| Počet obyvatel | 387  | 451  | 562  | 554  | 512  | 483  | 582  | 568  | 661  | 650  | 613  | 577  | 643  | 800  | 907  |
| Počet domů     | 42   | 50   | 57   | 61   | 64   | 65   | 106  | 190  | 146  | 153  | 168  | 195  | 218  | 242  | 242  |

## Obecní správa

### Územněsprávní začlenění
Dějiny územněsprávního začleňování zahrnují období od roku 1850 do současnosti. V chronologickém přehledu je uvedena územně administrativní příslušnost obce v roce, kdy ke změně došlo:
- 1850 země česká, kraj České Budějovice, politický a soudní okres Benešov[7]
- 1855 země česká, kraj Tábor, soudní okres Benešov
- 1868 země česká, politický a soudní okres Benešov
- 1939 země česká, Oberlandrat Tábor, politický i soudní okres Benešov[8]
- 1942 země česká, Oberlandrat Praha, politický i soudní okres Benešov[9]
- 1945 země česká, správní i soudní okres Benešov[10]
- 1949 Pražský kraj, okres Benešov[11]
- 1960 Středočeský kraj, okres Benešov
- 2003 Středočeský kraj, okres Benešov, obec s rozšířenou působností Benešov

### Obecní symboly
Znak a vlajka byly obci uděleny rozhodnutím předsedy Poslanecké sněmovny Parlamentu České republiky dne 18. dubna 2014.

## Společnost

### Rok 1932
V obci Mrač (přísl. Podmračí, 483 obyvatel) byly v roce 1932 evidovány tyto živnosti a obchody: 2 hostince, kovář, krejčí, lom, mlýn, obuvník, rolník, obchod se smíšeným zbožím, Spořitelní a záložní spolek pro Mrač, trafika, truhlář.

## Doprava
Dopravní síť
- Pozemní komunikace – Okolo obce prochází silnice I/3 Mirošovice D1 – Mrač – Benešov – Tábor – České Budějovice.

- Železnice – Obec leží na železniční trati 221 Praha – Benešov u Prahy. Je to dvoukolejná elektrizovaná celostátní trať zařazená do evropského železničního systému, součást 4. koridoru. Doprava byla zahájena roku 1871.

Veřejná doprava 2012
- Autobusová doprava – Obcí projížděly autobusové linky do těchto cílů: Benešov, Český Šternberk, Chocerady, Miličín, Pacov, Pyšely, Praha, Vlašim.

- Železniční doprava – V železniční zastávce Mrač zastavovalo v pracovních dnech 33 osobních vlaků, o víkendu 28 osobních vlaků. Rychlíky zde nestaví.

## Pamětihodnosti
- Tvrz Mrač (čp. 80) v části Podmračí
- Zřícenina barokního zámku Mrač v blízkosti tvrze

## Osobnosti
- František Jan Mošner (1797–1876), lékař, profesor, rektor

## Galerie

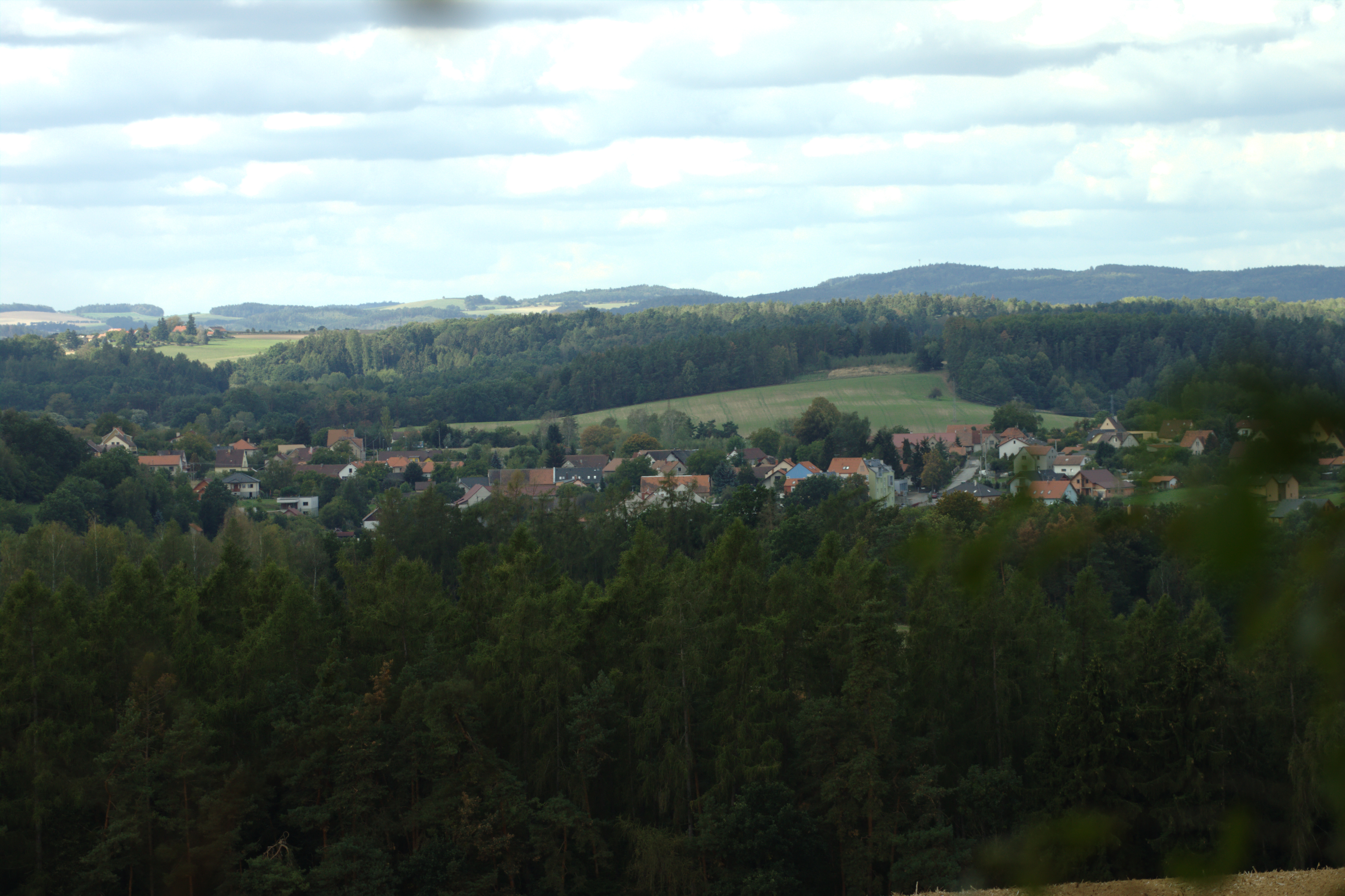
Pohled na obec
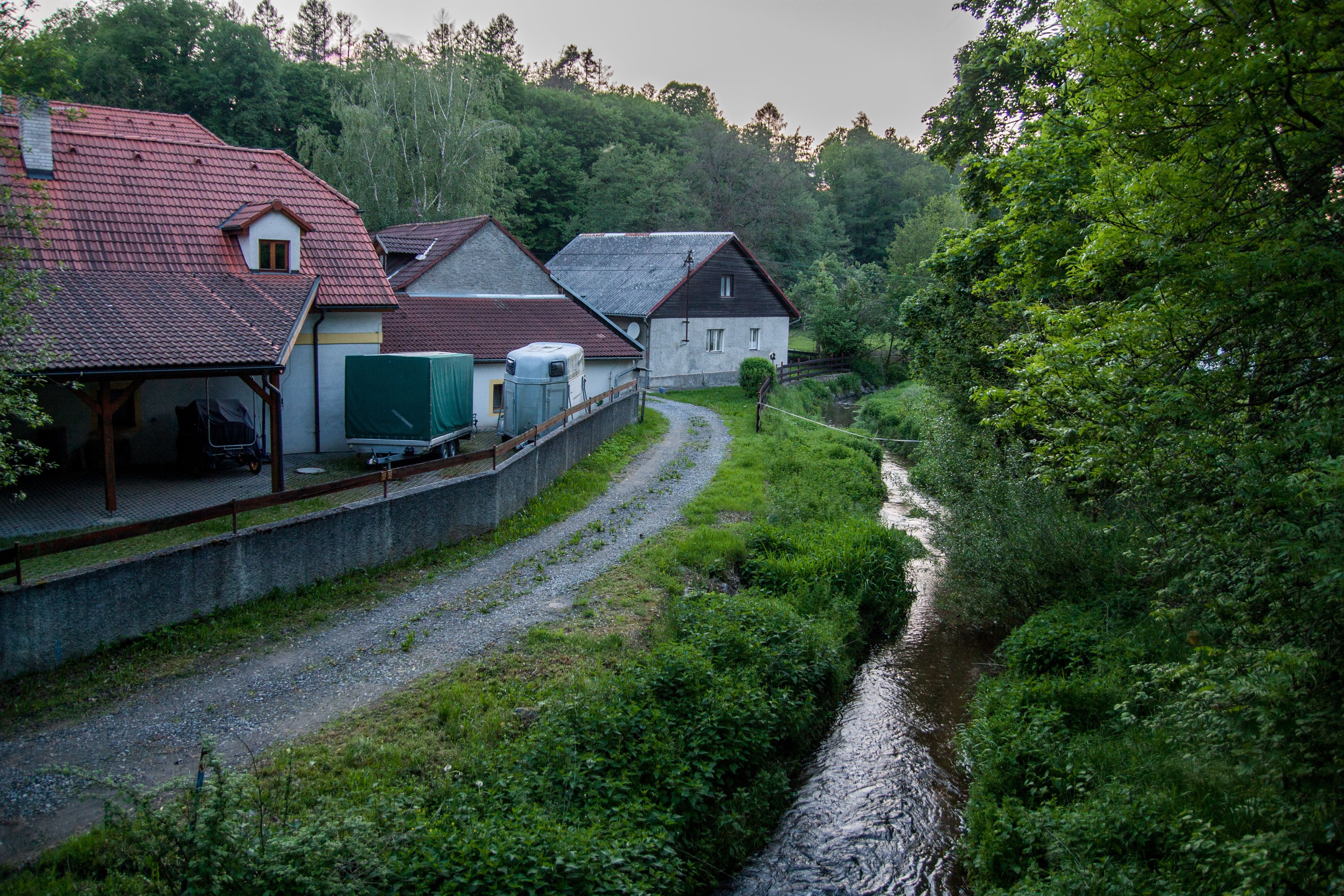
Potok v Mrači (2019)
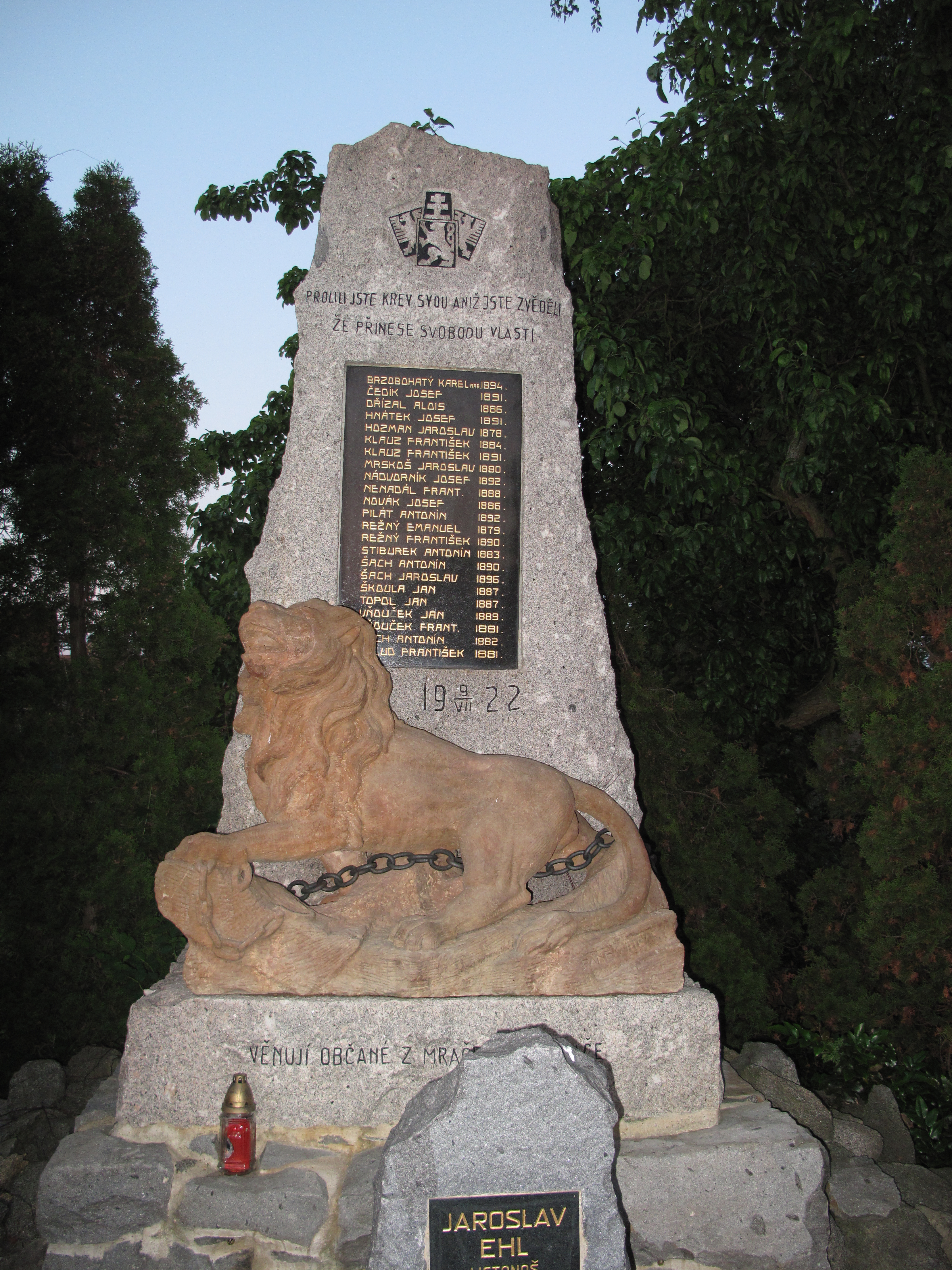
Památník padlým (2019)
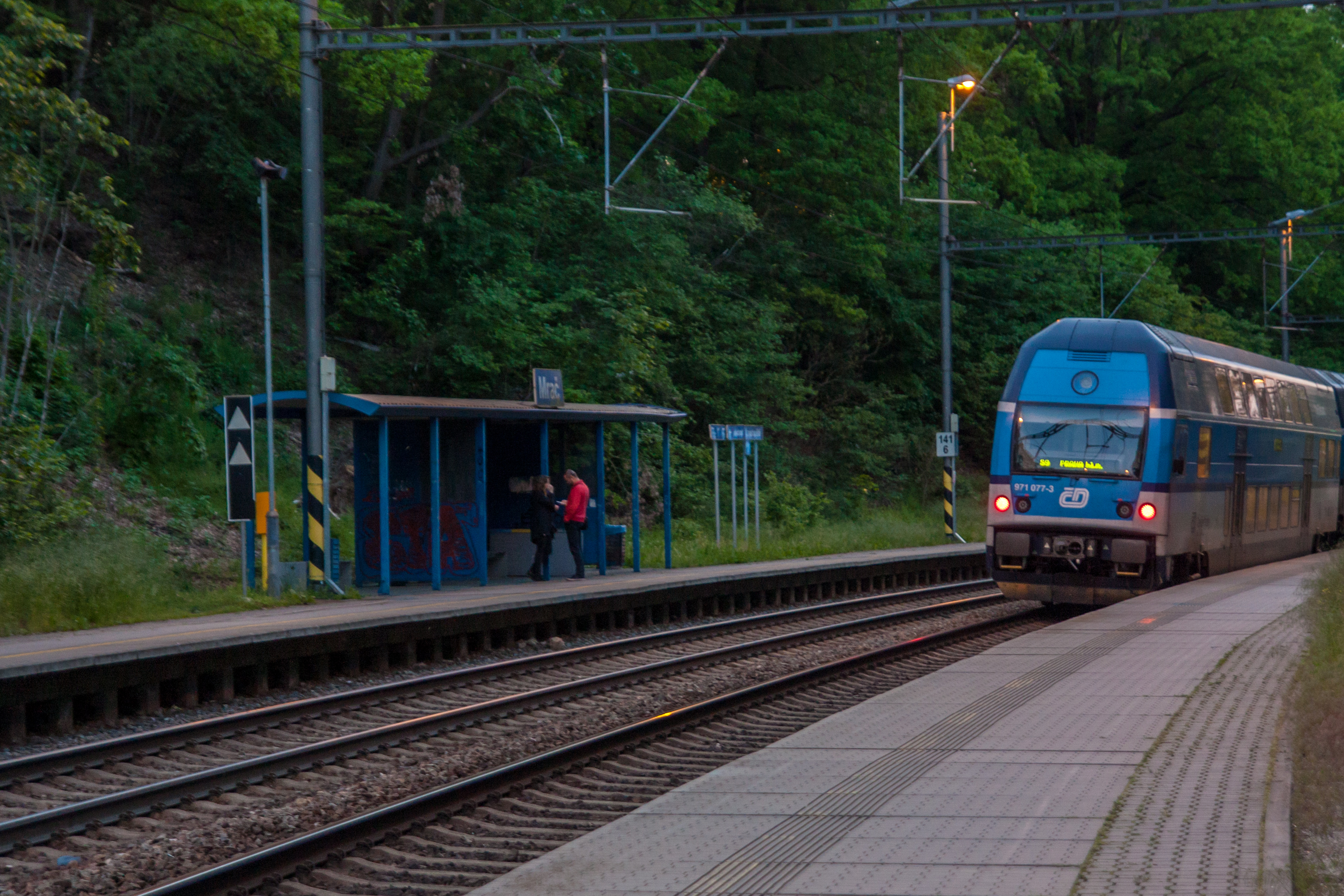
Železniční zastávka (2019)
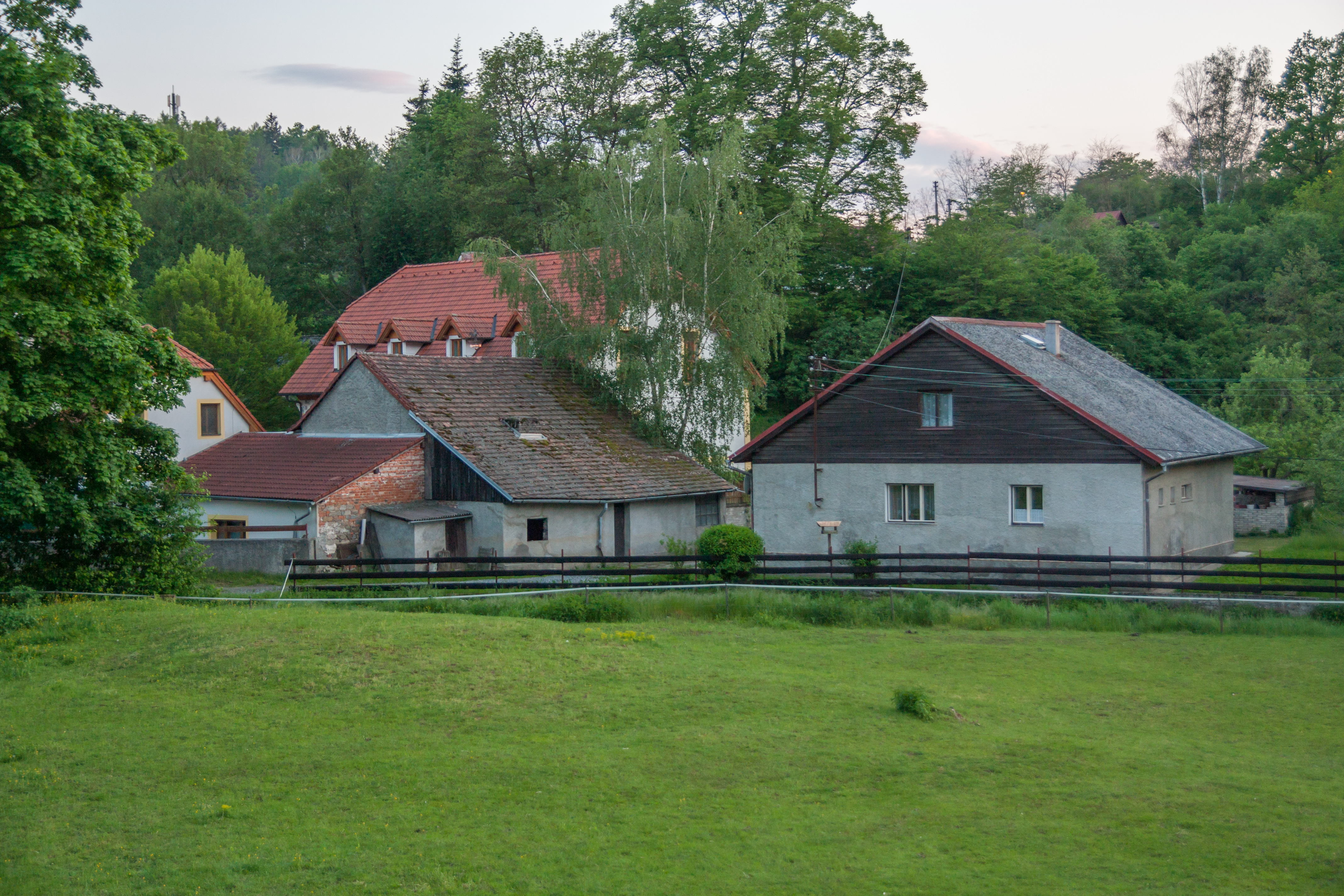
Domy (2019)
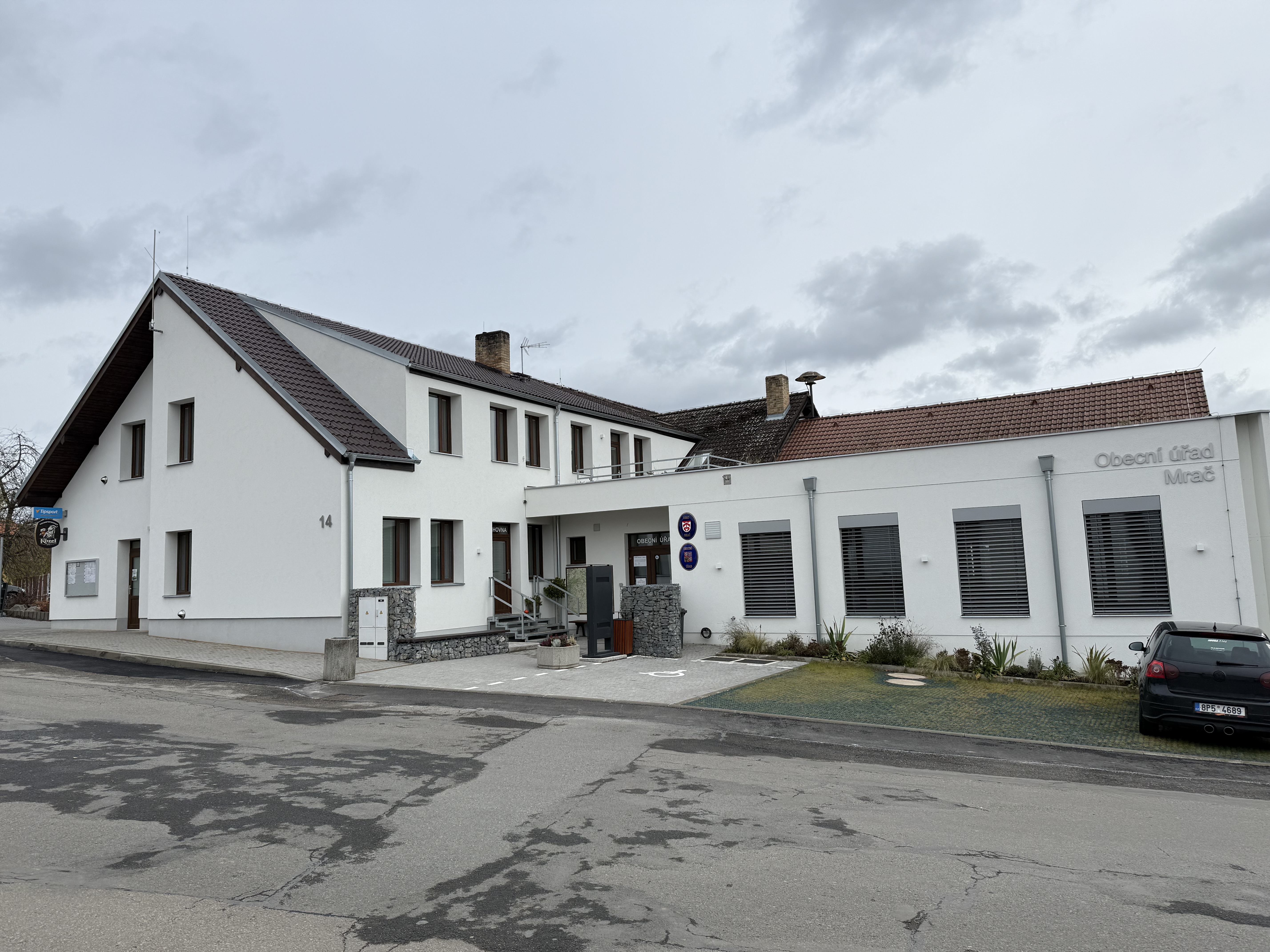
Obecní úřad Mrač (2024)